# Dofétilide
Le dofétilide est un médicament antiaryhtmique. Il est vendu sous le nom de marque Tikosyn.

## Usage médical
Le dofétilide est un médicament utilisé pour maintenir les personnes souffrant de Fibrillation atriale ou de Flutter atrial en rythme sinusal. Il n'est  indiqué que chez les personnes qui présentent un rythme anormal depuis plus d'une semaine et des symptômes importants. Le médicament est pris par voie orale.

## Effets secondaires
Les effets secondaires de ce médicament comprennent des maux de tête, des douleurs thoraciques ou des étourdissements. D’autres effets secondaires peuvent inclure un allongement de l’intervalle QT et, potentiellement, un risque accru de décès. Il ne doit pas être utilisé chez les personnes souffrant de problèmes rénaux graves. La sécurité de ce médicament pendant la grossesse n'est pas claire. Il s'agit d'un antiarythmique de classe III.

## Histoire
Le médicament a été approuvé pour un usage médical aux États-Unis en 1999. Bien qu'il ait été approuvé en Europe en 1999, il a été retiré en 2004. Aux États-Unis, il coûte environ 25 dollars américains par mois.